# Aston Martin DB1
La DB1 è una autovettura sportiva prodotta dalla Aston Martin dal 1948 al 1950. Originariamente era conosciuta con il nome 2-Litre Sports.

## Profilo e storia

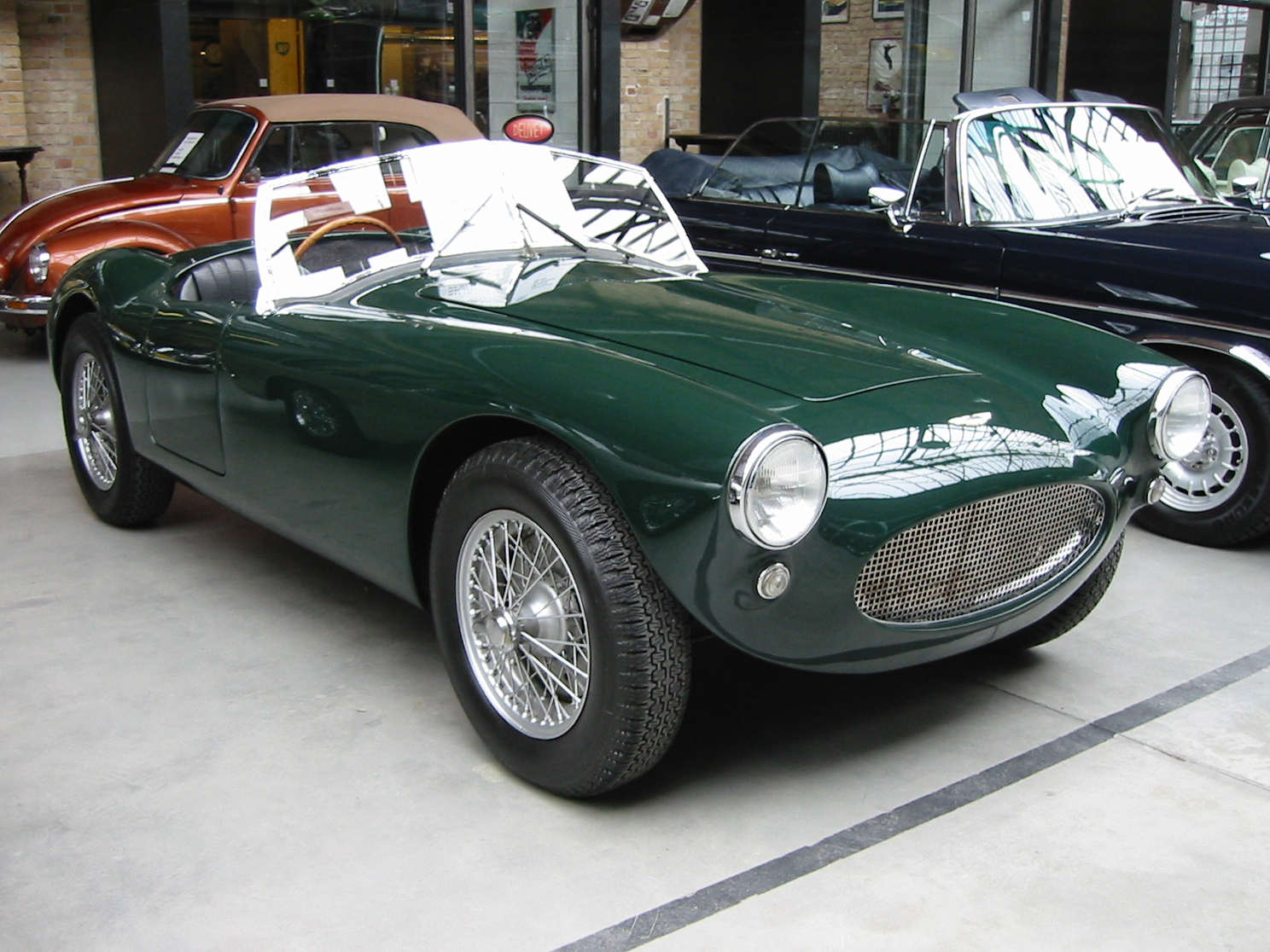
Il prototipo della Aston Martin DB1 che vinse la 24 Ore di Spa

È stata la prima vettura della Casa automobilistica britannica a portare la sigla “DB” nel nome. Questa sigla richiamava le iniziali del nome del nuovo proprietario, David Brown. Il modello fu presentato al pubblico al Salone dell'automobile di Londra del 1948 ed era basato sul prototipo Atom. Furono prodotti in totale 16 esemplari, di cui solo 15 furono venduti. Il prototipo, che partecipò e vinse la 24 Ore di Spa, infatti, non fu commercializzato.
La Atom fu un progetto Aston Martin sviluppato durante la seconda guerra mondiale. Sia il suo telaio a traliccio di tubi che il motore a quattro cilindri in linea e da 2 L di cilindrata furono sviluppati da Claude Hill.
Poco dopo che David Brown acquistò la Aston Martin, la costruzione del nuovo modello fu sviluppata su una base meccanica migliorata rispetto a quella della Atom. Il prototipo della DB1 partecipò alla 24 Ore di Spa del 1948 con l'intento di misurarne l'affidabilità, ma i risultati andarono al di là delle aspettative, dato che l'esemplare vinse nettamente la competizione con alla guida St. John Horsfall e Leslie Johnson. Questa autovettura fu rimessa a nuovo e venne mostrata al Salone dell'automobile di Londra come il primo esempio di una nuova serie di modelli-replica. L'obbiettivo era quello di metterli successivamente in vendita, ma neppure il prototipo del nuovo modello trovò acquirenti. L'esemplare vittorioso a Spa fu in seguito posseduto dal Dutch Motor Museum. Nel 2006 tornò in Gran Bretagna e venne completamente restaurato.

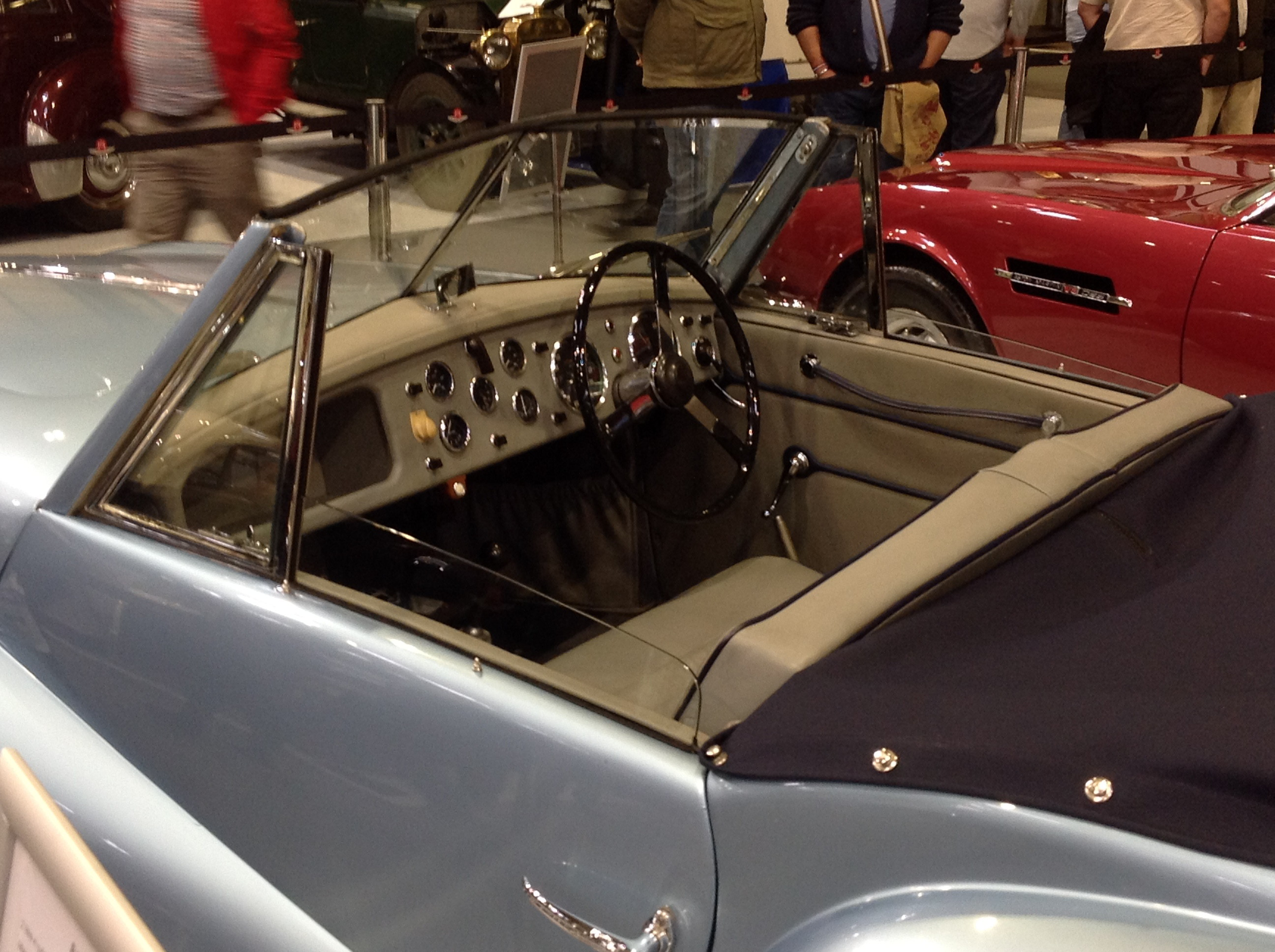
Gli interni

David Brown decise comunque di realizzare una vettura che si ispirasse al prototipo in questione, e diresse il relativo progetto. Fu costruita una roadster a due posti con un corpo vettura più convenzionale che venne presentata al Salone dell'automobile di Londra. Fu chiamata 2-Litre Sports, ed aveva installato un motore da 1970 cm³ di cilindrata che fu progettato anch'esso da Claude Hill. Questo propulsore era un quattro cilindri in linea che erogava 90 CV di potenza e consentiva al veicolo di raggiungere i 150 km/h di velocità massima. La trazione era posteriore, mentre il motore era installato anteriormente.
13 esemplari furono carrozzati con un corpo vettura di tipo roadster come quello presentato a Londra, ma con una griglia suddivisa in tre sezioni che prefigurava il design dei successivi modelli Aston Martin. Una caratteristica singolare di queste vetture era l'alloggiamento della ruota di scorta sistemato in un parafango anteriore. Un altro esemplare con telaio nudo fu spedito ad una carrozzeria privata, che completò il veicolo con l'installazione del corpo vettura.
Nel 1950, dopo l'introduzione della sua erede, la DB2, con motore Lagonda realizzato da Walter Owen Bentley, la 2-Litre Sports divenne nota con il nome di DB1. A questo punto, però, furono prodotti solo 12 esemplari, dal momento che la DB2 era dotata di tetto rigido e la clientela preferiva una cabriolet. Gli esemplari numero 13, 14 e 15 vennero costruiti su ordinazione.